# Filippo Aliquò Taverriti
Filippo Aliquò Taverriti (Reggio Calabria, 19 luglio 1902 – Reggio Calabria, 29 marzo 1976) è stato un giornalista, storico e lessicografo italiano.

## Biografia
Figlio dello scrittore e bibliotecario Luigi Aliquò Lenzi , iniziò giovanissimo l'attività pubblicistica: appena ventenne collaborava con il Corriere di Calabria di Orazio Cipriani. Dal 1937 diresse il mensile reggino Agricoltura e Commercio (continuazione del periodico L'agricoltura calabrese, fondato nel 1936) . Corrispondente dalla Calabria di numerose testate nazionali (tra cui Il Messaggero), nel secondo dopoguerra fu condirettore, insieme a Filippo Rizzo, del quotidiano La Voce di Calabria. Nel 1953 fondò il settimanale Corriere di Reggio che ebbe vita fino alla metà degli anni '90.
Particolarmente attivo anche nella vita politica regionale, fu tra i fondatori della Democrazia Cristiana in Calabria.
Saggista prolifico, fu coautore col padre Luigi della seconda edizione del dizionario bio-bibliografico degli scrittori calabresi, nonché autore di saggi storici tra cui vanno ricordati quelli sul terremoto del 1908 e la monografia sul contributo dei calabresi all'impresa garibaldina.

## Pubblicazioni
- Filippo Aliquò Taverriti, Luigi Aliquò Lenzi, Reggio Calabria, Tipografia Fata Morgana, 1945.
- Luigi Aliquò Lenzi e Filippo Aliquò Taverriti, Gli scrittori calabresi: dizionario bio-bibliografico, Reggio Calabria, Ed. Corriere di Reggio, 1955-58, 4 voll. (II ed.).
- Filippo Aliquò Taverriti, Reggio 1908-1958: le celebrazioni nel cinquantenario del terremoto del 28 dicembre, 2 voll., Reggio Calabria, Ed. Corriere di Reggio, 1958-59.
- Filippo Aliquò Taverriti, La Calabria per l'Unità d'Italia: nel primo centenario dell'impresa garibaldina, Reggio Calabria , Ed. Corriere di Reggio, 1960.
- Filippo Aliquò Taverriti, Reggio 1908: sulle rovine dopo la catastrofe, il miracolo d'una città risorta, Reggio Calabria, Ed. Corriere di Reggio, 1986 (II ed.)